# Laura Dean
Laura Dean (Staten Island, Nueva York; 3 de diciembre de 1945, ) es una coreógrafa estadounidense. 
Dean es una de las figuras más representativas de la danza minimalista estadounidense. Sus coreografías son rituales construidos a partir de gestos repetidos y formas sencillas, distinguiéndose por sus volteretas controladas que sugieren movimientos místicos, de búsqueda de paz interna.
Entre sus coreografías destacan, Stamping (1971), Dance (1976), Music (1979) y Space (1988). En 1984 formó la compañía de danza «Laura Dean Dancers and Musician», la cual se disolvió en el año 2000. El ballet llamado "Impact" fue estrenado en el «Brooklyn Academy of Music's Next Wave Festival» y les supuso a Reich y a Laura Dean la concesión del «Bessie Award» en 1986.
- Datos: Q3218676